# Bang Khun Thian
Bang Khun Thian (thailändisch บางขุนเทียน, [bāːŋ kʰǔn tʰīan]) ist einer der 50 Bezirke (Khet) in Bangkok, der Hauptstadt von Thailand. Bang Khun Thian ist ein Vorstadt-Bezirk im äußersten Südwesten der Stadt.

## Geographie
Die benachbarten Bezirke und Gebiete sind im Uhrzeigersinn von Norden aus: Bang Bon, Chom Thong, und Thung Khru, in der Provinz Samut Prakan liegt der Amphoe Phra Samut Chedi, westlich des Küstenabschnitts zum Golf von Thailand liegt in der Provinz Samut Sakhon der Mueang Samut Sakhon.
Bang Khun Thian ist einer der flächengrößten und zugleich einer der am dünnsten bevölkerten Bezirke Bangkoks. Die Siedlungsstruktur ist suburban, im Süden des Bezirks sogar ländlich.

## Geschichte
Bang Khun Thian ist ein sehr alter Distrikt, der bereits 1867 als ein Amphoe von Thonburi eingerichtet worden war.
Im Jahr 1972 wurden die Provinzen Thonburi und Phra Nakhon zu „Krung Thep Maha Nakhon“ zusammengelegt, dabei wurde Bang Khae ein Unterbezirk von Phasi Charoen. Die Verwaltungseinheiten der neuen Hauptstadt wurden beibehalten, nur wurden die „Amphoe“ zu Khet umbenannt, die Tambon zu Khwaeng, so wurde Bang Khun Thian zu einem Khet von Bangkok, bestehend aus den Khwaeng Bang Khun Thian, Bang Kho, Chom Thong, Bang Mot, Tha Kham, Bang Bon und Samae Dam.
Als die Bevölkerung angewachsen war, wurden 1989 die Khwaeng Bang Khun Thian, Bang Kho, Bang Mot und Chom Thong zu einem neuen Distrikt Chom Thong zusammengefasst.
Im Jahre 1997 wurde aus dem nördlichen Teil von Bang Khun Thian der Khwaeng Bang Bon herausgelöst und zu dem neuen Bezirk Bang Bon gemacht.

## Lage
Mit Bang Khun Thian hat Bangkok das einzige Stück Küste zum Golf von Thailand. Es ist etwa 5 km lang und besteht hauptsächlich aus einem Mangroven-Gebiet. Viele Garnelen-Farmen haben sich hier angesiedelt, welche nach und nach den natürlichen Schutz des Mangroven-Gürtels zerstören (siehe dazu auch: Weblinks).
Eine Gruppe von Makaken (Macaca fascicularis, Thai ลิงแสม), die sich vom Krabbenfang ernähren, hat sich hier in der Nähe eines kleinen Fischerdorfes niedergelassen.
Das Küstengebiet ist bekannt für seine Seafood-Restaurants.

## Wichtige Tempel und Einrichtungen
- Wat Kamphang (วัดกำแพง)
- Wat Kok (วัดกก)
- Wat Bang Kradi (วัดบางกระดี่)
- Bang Khun Thian-Museum
- Museum des „Art & Cultural Center of Mon Bangkradee“[1]

## Shopping
Der Central Plaza Rama II ist einer der größten Einkaufspaläste in Thailand. Von hier wird jeden Samstagmittag das Ched See Concert (เจ็ดสีคอนเสิร์ต) vom Fernsehsender BBTV Channel 7 ausgestrahlt.

## Verwaltung
Der Bezirk ist in zwei Unterbezirke (Khwaeng) unterteilt:
| Nr. | Name Khwaeng | Thai  | Einw.   |
| --- | ------------ | ----- | ------- |
| 1.  | Tha Kham     | ท่าข้าม | 053.240 |
| 2.  | Samae Dam    | แสมดำ | 116.374 |